# Малберрі (Індіана)
Малберрі (англ. Mulberry) — місто (англ. town) в США, в окрузі Клінтон штату Індіана. Населення — 1231 особа (2020).

## Географія
Малберрі розташоване за координатами 40°20′45″ пн. ш. 86°40′3″ зх. д. / 40.34583° пн. ш. 86.66750° зх. д. (40.345817, -86.667454).  За даними Бюро перепису населення США в 2010 році місто мало площу 1,53 км², уся площа — суходіл.

## Демографія
Згідно з переписом 2010 року, у місті мешкали 1254 особи в 466 домогосподарствах у складі 301 родини. Густота населення становила 821 особа/км².  Було 516 помешкань (338/км²).
Расовий склад населення:
| - 98,4 % — білих - 0,4 % — корінних американців - 0,2 % — чорних або афроамериканців - 0,1 % — вихідців з тихоокеанських островів |

До двох чи більше рас належало 0,9 %. Частка іспаномовних становила 1,0 % від усіх жителів.
За віковим діапазоном населення розподілялося таким чином: 20,4 % — особи молодші 18 років, 55,0 % — особи у віці 18—64 років, 24,6 % — особи у віці 65 років та старші. Медіана віку мешканця становила 44,9 року. На 100 осіб жіночої статі у місті припадало 80,4 чоловіків;  на 100 жінок у віці від 18 років та старших — 80,5 чоловіків також старших 18 років.
Середній дохід на одне домашнє господарство  становив 59 765 доларів США (медіана — 47 500), а середній дохід на одну сім'ю — 71 711 долар (медіана — 60 417). Медіана доходів становила 51 250 доларів для чоловіків та 30 000 доларів для жінок. За межею бідності перебувало 11,1 % осіб, у тому числі 16,5 % дітей у віці до 18 років та 7,2 % осіб у віці 65 років та старших.
Цивільне працевлаштоване населення становило 561 осіб. Основні галузі зайнятості: освіта, охорона здоров'я та соціальна допомога — 24,1 %, виробництво — 19,1 %, роздрібна торгівля — 14,4 %.